# Qualificações para o Campeonato Europeu de Futebol de 2008
Esta página descreve o processo de qualificação das seleções nacionais para o Campeonato Europeu de Futebol de 2008.

## Escolha de cabeças-de-chave
Os Coeficientes de Qualificação foram os instrumentos usados para fazer o ranking de potes para o sorteio baseada nas Eliminatórias da Eurocopa 2004, e as Eliminatórias para o Mundial de 2006. Apenas os jogos de fases de grupos, não os desempates adicionais contam para colocar as equipas nos diversos potes. Algumas notas:
- A Grécia na condição de campeã européia atual foi colocada no primeiro pote.
- Portugal não teve de se qualificar para a Eurocopa 2004, porque estava na condição de anfitrião.
- A Alemanha não teve de passar pela fase de qualificação para o Mundial 2006, pois estava na qualidade de país anfitrião. A sua campanha nas Eliminatórias para o Mundial de 2002 foi usada para o sorteio.
- Cazaquistão nunca participou em qualificações para Campeonatos da Europa, por isso apenas o registro do mundial foi usado.

O sorteio teve lugar dia 27 de Janeiro de 2006 em Montreux, Suíça e o procedimento é explicado aqui.
| Pote 1                                                                          | Pote 2                                                                                | Pote 3                                                                                               | Pote 4                                                                              |
| ------------------------------------------------------------------------------- | ------------------------------------------------------------------------------------- | --- | ----------------------------------------------------------------------------------- |
| - Grécia - Países Baixos - Portugal - Inglaterra - Tchéquia - França - Suécia   | - Alemanha - Croácia - Itália - Turquia - Polónia - Espanha - Romênia                 | - Sérvia e Montenegro - Rússia - Dinamarca - Noruega - Bulgária - Ucrânia - Eslováquia               | - Bósnia e Herzegovina - Irlanda - Bélgica - Letónia - Israel - Escócia - Eslovênia |
| Pote 5                                                                          | Pote 6                                                                                | Pote 7                                                                                               |                                                                                     |
| - Hungria - Finlândia - Estónia - País de Gales - Lituânia - Albânia - Islândia | - Geórgia - Macedônia - Bielorrússia - Armênia - Irlanda do Norte - Chipre - Moldávia | - Liechtenstein - Azerbaijão - Andorra - Malta - Ilhas Faroé - Cazaquistão - Luxemburgo - San Marino |                                                                                     |

## Critérios de desempate
Se duas ou mais equipas empatarem pelo número de pontos na conclusão do grupo, os seguintes critérios são aplicados para determinar as posições.
1. Número mais alto de pontos obtidos nas partidas de grupo jogadas entre os times em questão.
2. Saldo de gols das partidas de grupo jogadas entre os times em questão.
3. Maior número de gols marcados nas partidas de grupo jogadas entre os times em questão.
4. Maior número de gols marcados fora de casa nas partidas de grupo jogadas entre os times em questão.
5. Se, depois de aplicar critérios 1) até o 4) para vários times, dois ou mais times ainda tenha uma posição igual, nos critérios 1) até 4) será reaplicado para determinar a posição destes times. Se este procedimento não conduz a uma decisão, critérios 6) e 7) serão aplicados.
6. Resultados de todas as partidas de grupo:
  1. Maior diferença de gols
  2. Maior número de gols marcados
  3. Maior número de gols marcados fora de casa
  4. Conduta de jogo limpo.
7. Sorteio.

## Grupos
O processo qualificatório começou em Agosto de 2006. Áustria e Suíça se classificaram automaticamente para a fase final do torneio como seleções sedes.
O processo qualificatório mudou comparando com a última edição. Os 1ºs e 2ºs colocados dos sete grupos se classificarão automaticamente para o campeonato, com Áustria e Suíça preenchendo as outras duas vagas no torneio formado pelas 16 seleções. Isso significa que não haverá mais play-offs entre países terminando em segundo lugar nos grupos. Seis dos grupos classificatórios terão sete países e o outro grupo terá oito.
Como oficial sucessora da antiga confederação de futebol, a Sérvia irá preencher a vaga originalmente destinada para Sérvia e Montenegro no Grupo A já que essa decisão foi tomada antes da dissolução da união estatal. Montenegro tentou pleitear uma vaga para as Eliminatórias para a Euro 2008 perante a UEFA, mas não obteve sucesso.
|  | Equipes classificadas para a Eurocopa 2008 |
|  | Equipes sem chances de classificação       |

### Grupo A
| Pos | Equipe      | Pts | J  | V | E | D | GP | GC | SG  | Classificado  |  | POL | POR | SRB | FIN | BEL | KAZ | ARM   | AZE   |
| --- | ----------- | --- | -- | - | - | - | -- | -- | --- | ------------- |  | --- | --- | --- | --- | --- | --- | ----- | ----- |
| 1   | Polónia     | 28  | 14 | 8 | 4 | 2 | 24 | 12 | +12 | Eurocopa 2008 |  | —   | 2–1 | 1–1 | 1–3 | 2–0 | 3–1 | 1–0   | 5–0   |
| 2   | Portugal    | 27  | 14 | 7 | 6 | 1 | 24 | 10 | +14 | Eurocopa 2008 |  | 2–2 | —   | 1–1 | 0–0 | 4–0 | 3–0 | 1–0   | 3–0   |
| 3   | Sérvia      | 24  | 14 | 6 | 6 | 2 | 22 | 11 | +11 | Eliminado     |  | 2–2 | 1–1 | —   | 0–0 | 1–0 | 1–0 | 3–0   | 1–0   |
| 4   | Finlândia   | 24  | 14 | 6 | 6 | 2 | 13 | 7  | +6  | Eliminado     |  | 0–0 | 1–1 | 0–2 | —   | 2–0 | 2–1 | 1–0   | 2–1   |
| 5   | Bélgica     | 18  | 14 | 5 | 3 | 6 | 14 | 16 | −2  | Eliminado     |  | 0–1 | 1–2 | 3–2 | 0–0 | —   | 0–0 | 3–0   | 3–0   |
| 6   | Cazaquistão | 10  | 14 | 2 | 4 | 8 | 11 | 21 | −10 | Eliminado     |  | 0–1 | 1–2 | 2–1 | 0–2 | 2–2 | —   | 1–2   | 1–1   |
| 7   | Armênia     | 9   | 12 | 2 | 3 | 7 | 4  | 13 | −9  | Eliminado     |  | 1–0 | 1–1 | 0–0 | 0–0 | 0–1 | 0–1 | —     | Canc. |
| 8   | Azerbaijão  | 5   | 12 | 1 | 2 | 9 | 6  | 28 | −22 | Eliminado     |  | 1–3 | 0–2 | 1–6 | 1–0 | 0–1 | 1–1 | Canc. | —     |

1. 1 2  Pontos de confronto direto: Sérvia 4, Finlândia 1.
2. 1 2  Os jogos entre o Azerbaijão e a Arménia foram cancelados pela UEFA e ambas as federações não receberam pontos, uma vez que as duas federações nacionais não conseguiram resolver divergências políticas e de segurança..[1][2]

#### Resultados
| Data                   | Equipe 1    | Placar    | Equipe 2    |
| ---------------------- | ----------- | --------- | ----------- |
| 2 de Setembro de 2006  | Bélgica     | 0 – 0     | Cazaquistão |
| 2 de Setembro de 2006  | Sérvia      | 1 – 0     | Azerbaijão  |
| 2 de Setembro de 2006  | Polônia     | 1 – 3     | Finlândia   |
|                        |             |           |             |
| 6 de Setembro de 2006  | Finlândia   | 1 – 1     | Portugal    |
| 6 de Setembro de 2006  | Polônia     | 1 – 1     | Sérvia      |
| 6 de Setembro de 2006  | Armênia     | 0 – 1     | Bélgica     |
| 6 de Setembro de 2006  | Azerbaijão  | 1 – 1     | Cazaquistão |
|                        |             |           |             |
| 7 de Outubro de 2006   | Cazaquistão | 0 – 1     | Polônia     |
| 7 de Outubro de 2006   | Armênia     | 0 – 0     | Finlândia   |
| 7 de Outubro de 2006   | Sérvia      | 1 – 0     | Bélgica     |
| 7 de Outubro de 2006   | Portugal    | 3 – 0     | Azerbaijão  |
|                        |             |           |             |
| 11 de Outubro de 2006  | Polônia     | 2 – 1     | Portugal    |
| 11 de Outubro de 2006  | Bélgica     | 3 – 0     | Azerbaijão  |
| 11 de Outubro de 2006  | Cazaquistão | 0 – 2     | Finlândia   |
| 11 de Outubro de 2006  | Sérvia      | 3 – 0     | Armênia     |
|                        |             |           |             |
| 15 de Novembro de 2006 | Portugal    | 3 – 0     | Cazaquistão |
| 15 de Novembro de 2006 | Bélgica     | 0 – 1     | Polônia     |
| 15 de Novembro de 2006 | Finlândia   | 1 – 0     | Armênia     |
|                        |             |           |             |
| 25 de Março de 2007    | Portugal    | 4 – 0     | Bélgica     |
| 25 de Março de 2007    | Polônia     | 5 – 0     | Azerbaijão  |
| 25 de Março de 2007    | Cazaquistão | 2 – 1     | Sérvia      |
|                        |             |           |             |
| 28 de Março de 2007    | Sérvia      | 1 – 1     | Portugal    |
| 28 de Março de 2007    | Polônia     | 1 – 0     | Armênia     |
| 28 de Março de 2007    | Azerbaijão  | 1 – 0     | Finlândia   |
|                        |             |           |             |
| 2 de Junho de 2007     | Bélgica     | 1 – 2     | Portugal    |
| 2 de Junho de 2007     | Azerbaijão  | 1 – 3     | Polônia     |
| 2 de Junho de 2007     | Finlândia   | 0 – 2     | Sérvia      |
| 2 de Junho de 2007     | Cazaquistão | 1 – 2     | Armênia     |
|                        |             |           |             |
| 6 de Junho de 2007     | Armênia     | 1 – 0     | Polônia     |
| 6 de Junho de 2007     | Finlândia   | 2 – 0     | Bélgica     |
| 6 de Junho de 2007     | Cazaquistão | 1 – 1     | Azerbaijão  |
|                        |             |           |             |
| 22 de Agosto de 2007   | Armênia     | 1 – 1     | Portugal    |
| 22 de Agosto de 2007   | Finlândia   | 2 – 1     | Cazaquistão |
| 22 de Agosto de 2007   | Bélgica     | 3 – 2     | Sérvia      |
|                        |             |           |             |
| 8 de Setembro de 2007  | Portugal    | 2 – 2     | Polônia     |
| 8 de Setembro de 2007  | Azerbaijão  | cancelado | Armênia     |
| 8 de Setembro de 2007  | Sérvia      | 0 – 0     | Finlândia   |
|                        |             |           |             |
| 12 de Setembro de 2007 | Portugal    | 1 – 1     | Sérvia      |
| 12 de Setembro de 2007 | Finlândia   | 0 – 0     | Polônia     |
| 12 de Setembro de 2007 | Armênia     | cancelado | Azerbaijão  |
| 12 de Setembro de 2007 | Cazaquistão | 2 – 2     | Bélgica     |
|                        |             |           |             |
| 13 de Outubro de 2007  | Azerbaijão  | 0 – 2     | Portugal    |
| 13 de Outubro de 2007  | Polônia     | 3 – 1     | Cazaquistão |
| 13 de Outubro de 2007  | Armênia     | 0 – 0     | Sérvia      |
| 13 de Outubro de 2007  | Bélgica     | 0 – 0     | Finlândia   |
|                        |             |           |             |
| 17 de Outubro de 2007  | Cazaquistão | 1 – 2     | Portugal    |
| 17 de Outubro de 2007  | Azerbaijão  | 1 – 6     | Sérvia      |
| 17 de Outubro de 2007  | Bélgica     | 3 – 0     | Armênia     |
|                        |             |           |             |
| 17 de Novembro de 2007 | Portugal    | 1 – 0     | Armênia     |
| 17 de Novembro de 2007 | Polônia     | 2 – 0     | Bélgica     |
| 17 de Novembro de 2007 | Finlândia   | 2 – 1     | Azerbaijão  |
|                        |             |           |             |
| 21 de Novembro de 2007 | Portugal    | 0 – 0     | Finlândia   |
| 21 de Novembro de 2007 | Sérvia      | 2 – 2     | Polônia     |
| 21 de Novembro de 2007 | Armênia     | 0 – 1     | Cazaquistão |
| 21 de Novembro de 2007 | Azerbaijão  | 0 – 1     | Bélgica     |
|                        |             |           |             |
| 24 de Novembro de 2007 | Sérvia      | 1 – 0     | Cazaquistão |

### Grupo B
| Pos | Equipe      | Pts | J  | V | E | D  | GP | GC | SG  | Classificado  |  | ITA | FRA | SCO | UKR | LTU | GEO | FRO |
| --- | ----------- | --- | -- | - | - | -- | -- | -- | --- | ------------- |  | --- | --- | --- | --- | --- | --- | --- |
| 1   | Itália      | 29  | 12 | 9 | 2 | 1  | 22 | 9  | +13 | Eurocopa 2008 |  | —   | 0–0 | 2–0 | 2–0 | 1–1 | 2–0 | 3–1 |
| 2   | França      | 26  | 12 | 8 | 2 | 2  | 25 | 5  | +20 | Eurocopa 2008 |  | 3–1 | —   | 0–1 | 2–0 | 2–0 | 1–0 | 5–0 |
| 3   | Escócia     | 24  | 12 | 8 | 0 | 4  | 21 | 12 | +9  | Eliminado     |  | 1–2 | 1–0 | —   | 3–1 | 3–1 | 2–1 | 6–0 |
| 4   | Ucrânia     | 17  | 12 | 5 | 2 | 5  | 18 | 16 | +2  | Eliminado     |  | 1–2 | 2–2 | 2–0 | —   | 1–0 | 3–2 | 5–0 |
| 5   | Lituânia    | 16  | 12 | 5 | 1 | 6  | 11 | 13 | −2  | Eliminado     |  | 0–2 | 0–1 | 1–2 | 2–0 | —   | 1–0 | 2–1 |
| 6   | Geórgia     | 10  | 12 | 3 | 1 | 8  | 16 | 19 | −3  | Eliminado     |  | 1–3 | 0–3 | 2–0 | 1–1 | 0–2 | —   | 3–1 |
| 7   | Ilhas Faroé | 0   | 12 | 0 | 0 | 12 | 4  | 43 | −39 | Eliminado     |  | 1–2 | 0–6 | 0–2 | 0–2 | 0–1 | 0–6 | —   |

#### Resultados
| Data                   | Equipe      | Placar | Equipe 2    |
| ---------------------- | ----------- | ------ | ----------- |
| 16 de Agosto de 2006   | Ilhas Faroé | 0 – 6  | Geórgia     |
|                        |             |        |             |
| 2 de Setembro de 2006  | Escócia     | 6 – 0  | Ilhas Faroé |
| 2 de Setembro de 2006  | Geórgia     | 0 – 3  | França      |
| 2 de Setembro de 2006  | Itália      | 1 – 1  | Lituânia    |
|                        |             |        |             |
| 6 de Setembro de 2006  | França      | 3 – 1  | Itália      |
| 6 de Setembro de 2006  | Lituânia    | 1 – 2  | Escócia     |
| 6 de Setembro de 2006  | Ucrânia     | 3 – 2  | Geórgia     |
|                        |             |        |             |
| 7 de Outubro de 2006   | Ilhas Faroé | 0 – 1  | Lituânia    |
| 7 de Outubro de 2006   | Itália      | 2 – 0  | Ucrânia     |
| 7 de Outubro de 2006   | Escócia     | 1 – 0  | França      |
|                        |             |        |             |
| 11 de Outubro de 2006  | França      | 5 – 0  | Ilhas Faroé |
| 11 de Outubro de 2006  | Geórgia     | 1 – 3  | Itália      |
| 11 de Outubro de 2006  | Ucrânia     | 2 – 0  | Escócia     |
|                        |             |        |             |
| 24 de Março de 2007    | Lituânia    | 0 – 1  | França      |
| 24 de Março de 2007    | Escócia     | 2 – 1  | Geórgia     |
| 24 de Março de 2007    | Ilhas Faroé | 0 – 2  | Ucrânia     |
|                        |             |        |             |
| 28 de Março de 2007    | Geórgia     | 3 – 1  | Ilhas Faroé |
| 28 de Março de 2007    | Itália      | 2 – 0  | Escócia     |
| 28 de Março de 2007    | Ucrânia     | 1 – 0  | Lituânia    |
|                        |             |        |             |
| 2 de Junho de 2007     | Ilhas Faroé | 1 – 2  | Itália      |
| 2 de Junho de 2007     | França      | 2 – 0  | Ucrânia     |
| 2 de Junho de 2007     | Lituânia    | 1 – 0  | Geórgia     |
|                        |             |        |             |
| 6 de Junho de 2007     | Ilhas Faroé | 0 – 2  | Escócia     |
| 6 de Junho de 2007     | França      | 1 – 0  | Geórgia     |
| 6 de Junho de 2007     | Lituânia    | 0 – 2  | Itália      |
|                        |             |        |             |
| 8 de Setembro de 2007  | Geórgia     | 1 – 1  | Ucrânia     |
| 8 de Setembro de 2007  | Itália      | 0 – 0  | França      |
| 8 de Setembro de 2007  | Escócia     | 3 – 1  | Lituânia    |
|                        |             |        |             |
| 12 de Setembro de 2007 | França      | 0 – 1  | Escócia     |
| 12 de Setembro de 2007 | Lituânia    | 2 – 1  | Ilhas Faroé |
| 12 de Setembro de 2007 | Ucrânia     | 1 – 2  | Itália      |
|                        |             |        |             |
| 13 de Outubro de 2007  | Ilhas Faroé | 0 – 6  | França      |
| 13 de Outubro de 2007  | Itália      | 2 – 0  | Geórgia     |
| 13 de Outubro de 2007  | Escócia     | 3 – 1  | Ucrânia     |
|                        |             |        |             |
| 17 de Outubro de 2007  | França      | 2 – 0  | Lituânia    |
| 17 de Outubro de 2007  | Geórgia     | 2 – 0  | Escócia     |
| 17 de Outubro de 2007  | Ucrânia     | 5 – 0  | Ilhas Faroé |
|                        |             |        |             |
| 17 de Novembro de 2007 | Lituânia    | 2 – 0  | Ucrânia     |
| 17 de Novembro de 2007 | Escócia     | 1 – 2  | Itália      |
|                        |             |        |             |
| 21 de Novembro de 2007 | Geórgia     | 0 – 2  | Lituânia    |
| 21 de Novembro de 2007 | Itália      | 3 – 1  | Ilhas Faroé |
| 21 de Novembro de 2007 | Ucrânia     | 2 – 2  | França      |

### Grupo C
| Pos | Equipe               | Pts | J  | V  | E | D | GP | GC | SG  | Classificado  |  | GRE | TUR | NOR | BIH | MDA | HUN | MLT |
| --- | -------------------- | --- | -- | -- | - | - | -- | -- | --- | ------------- |  | --- | --- | --- | --- | --- | --- | --- |
| 1   | Grécia               | 31  | 12 | 10 | 1 | 1 | 25 | 10 | +15 | Eurocopa 2008 |  | —   | 1–4 | 1–0 | 3–2 | 2–1 | 2–0 | 5–0 |
| 2   | Turquia              | 24  | 12 | 7  | 3 | 2 | 25 | 11 | +14 | Eurocopa 2008 |  | 0–1 | —   | 2–2 | 1–0 | 5–0 | 3–0 | 2–0 |
| 3   | Noruega              | 23  | 12 | 7  | 2 | 3 | 27 | 11 | +16 | Eliminado     |  | 2–2 | 1–2 | —   | 1–2 | 2–0 | 4–0 | 4–0 |
| 4   | Bósnia e Herzegovina | 13  | 12 | 4  | 1 | 7 | 16 | 22 | −6  | Eliminado     |  | 0–4 | 3–2 | 0–2 | —   | 0–1 | 1–3 | 1–0 |
| 5   | Moldávia             | 12  | 12 | 3  | 3 | 6 | 12 | 19 | −7  | Eliminado     |  | 0–1 | 1–1 | 0–1 | 2–2 | —   | 3–0 | 1–1 |
| 6   | Hungria              | 12  | 12 | 4  | 0 | 8 | 11 | 22 | −11 | Eliminado     |  | 1–2 | 0–1 | 1–4 | 1–0 | 2–0 | —   | 2–0 |
| 7   | Malta                | 5   | 12 | 1  | 2 | 9 | 10 | 31 | −21 | Eliminado     |  | 0–1 | 2–2 | 1–4 | 2–5 | 2–3 | 2–1 | —   |

1. 1 2  Empatado em pontos de confronto direto (3). Saldo de gols no confronto direto: Moldávia +1, Hungria -1.

#### Resultados
| Data                   | Equipe               | Placar | Equipe 2             |
| ---------------------- | -------------------- | ------ | -------------------- |
| 2 de setembro de 2006  | Moldávia             | 0 – 1  | Grécia               |
| 2 de setembro de 2006  | Hungria              | 1 – 4  | Noruega              |
| 2 de setembro de 2006  | Malta                | 2 – 5  | Bósnia e Herzegovina |
|                        |                      |        |                      |
| 6 de setembro de 2006  | Turquia              | 2 – 0  | Malta                |
| 6 de setembro de 2006  | Noruega              | 2 – 0  | Moldávia             |
| 6 de setembro de 2006  | Bósnia e Herzegovina | 1 – 3  | Hungria              |
|                        |                      |        |                      |
| 7 de outubro de 2006   | Hungria              | 0 – 1  | Turquia              |
| 7 de outubro de 2006   | Grécia               | 1 – 0  | Noruega              |
| 7 de outubro de 2006   | Moldávia             | 2 – 2  | Bósnia e Herzegovina |
|                        |                      |        |                      |
| 11 de outubro de 2006  | Turquia              | 5 – 0  | Moldávia             |
| 11 de outubro de 2006  | Malta                | 2 – 1  | Hungria              |
| 11 de outubro de 2006  | Bósnia e Herzegovina | 0 – 4  | Grécia               |
|                        |                      |        |                      |
| 24 de março de 2007    | Grécia               | 1 – 4  | Turquia              |
| 24 de março de 2007    | Moldávia             | 1 – 1  | Malta                |
| 24 de março de 2007    | Noruega              | 1 – 2  | Bósnia e Herzegovina |
|                        |                      |        |                      |
| 28 de março de 2007    | Turquia              | 2 – 2  | Noruega              |
| 28 de março de 2007    | Malta                | 0 – 1  | Grécia               |
| 28 de março de 2007    | Hungria              | 2 – 0  | Moldávia             |
|                        |                      |        |                      |
| 2 de junho de 2007     | Bósnia e Herzegovina | 3 – 2  | Turquia              |
| 2 de junho de 2007     | Noruega              | 4 – 0  | Malta                |
| 2 de junho de 2007     | Grécia               | 2 – 0  | Hungria              |
|                        |                      |        |                      |
| 6 de junho de 2006     | Bósnia e Herzegovina | 1 – 0  | Malta                |
| 6 de junho de 2006     | Grécia               | 2 – 1  | Moldávia             |
| 6 de junho de 2006     | Noruega              | 4 – 0  | Hungria              |
|                        |                      |        |                      |
| 8 de setembro de 2007  | Malta                | 2 – 2  | Turquia              |
| 8 de setembro de 2007  | Moldávia             | 0 – 1  | Noruega              |
| 8 de setembro de 2007  | Hungria              | 1 – 0  | Bósnia e Herzegovina |
|                        |                      |        |                      |
| 12 de setembro de 2007 | Noruega              | 2 – 2  | Grécia               |
| 12 de setembro de 2007 | Turquia              | 3 – 0  | Hungria              |
| 12 de setembro de 2007 | Bósnia e Herzegovina | 0 – 1  | Moldávia             |
|                        |                      |        |                      |
| 13 de outubro de 2007  | Moldávia             | 1 – 1  | Turquia              |
| 13 de outubro de 2007  | Hungria              | 2 – 0  | Malta                |
| 13 de outubro de 2007  | Grécia               | 3 – 2  | Bósnia e Herzegovina |
|                        |                      |        |                      |
| 17 de outubro de 2007  | Turquia              | 0 – 1  | Grécia               |
| 17 de outubro de 2007  | Bósnia e Herzegovina | 0 – 2  | Noruega              |
| 17 de outubro de 2007  | Malta                | 2 – 3  | Moldávia             |
|                        |                      |        |                      |
| 17 de novembro de 2007 | Noruega              | 1 – 2  | Turquia              |
| 17 de novembro de 2007 | Grécia               | 5 – 0  | Malta                |
| 17 de novembro de 2007 | Moldávia             | 3 – 0  | Hungria              |
|                        |                      |        |                      |
| 21 de novembro de 2007 | Turquia              | 1 – 0  | Bósnia e Herzegovina |
| 21 de novembro de 2007 | Malta                | 1 – 4  | Noruega              |
| 21 de novembro de 2007 | Hungria              | 1 – 2  | Grécia               |

### Grupo D
| Pos | Equipe        | Pts | J  | V | E | D  | GP | GC | SG  | Classificado  |  | CZE | GER  | IRL | SVK | WAL | CYP | SMR |
| --- | ------------- | --- | -- | - | - | -- | -- | -- | --- | ------------- |  | --- | ---- | --- | --- | --- | --- | --- |
| 1   | Tchéquia      | 29  | 12 | 9 | 2 | 1  | 27 | 5  | +22 | Eurocopa 2008 |  | —   | 1–2  | 1–0 | 3–1 | 2–1 | 1–0 | 7–0 |
| 2   | Alemanha      | 27  | 12 | 8 | 3 | 1  | 35 | 7  | +28 | Eurocopa 2008 |  | 0–3 | —    | 1–0 | 2–1 | 0–0 | 4–0 | 6–0 |
| 3   | Irlanda       | 17  | 12 | 4 | 5 | 3  | 17 | 14 | +3  | Eliminado     |  | 1–1 | 0–0  | —   | 1–0 | 1–0 | 1–1 | 5–0 |
| 4   | Eslováquia    | 16  | 12 | 5 | 1 | 6  | 33 | 23 | +10 | Eliminado     |  | 0–3 | 1–4  | 2–2 | —   | 2–5 | 6–1 | 7–0 |
| 5   | País de Gales | 15  | 12 | 4 | 3 | 5  | 18 | 19 | −1  | Eliminado     |  | 0–0 | 0–2  | 2–2 | 1–5 | —   | 3–1 | 3–0 |
| 6   | Chipre        | 14  | 12 | 4 | 2 | 6  | 17 | 24 | −7  | Eliminado     |  | 0–2 | 1–1  | 5–2 | 1–3 | 3–1 | —   | 3–0 |
| 7   | San Marino    | 0   | 12 | 0 | 0 | 12 | 2  | 57 | −55 | Eliminado     |  | 0–3 | 0–13 | 1–2 | 0–5 | 1–2 | 0–1 | —   |

#### Resultados
| Data                   | Equipe          | Placar | Equipe 2        |
| ---------------------- | --------------- | ------ | --------------- |
| 2 de setembro de 2006  | República Checa | 2 – 1  | País de Gales   |
| 2 de setembro de 2006  | Eslováquia      | 6 – 1  | Chipre          |
| 2 de setembro de 2006  | Alemanha        | 1 – 0  | Irlanda         |
|                        |                 |        |                 |
| 6 de setembro de 2006  | Eslováquia      | 0 – 3  | República Checa |
| 6 de setembro de 2006  | San Marino      | 0 – 13 | Alemanha        |
|                        |                 |        |                 |
| 7 de outubro de 2006   | País de Gales   | 1 – 5  | Eslováquia      |
| 7 de outubro de 2006   | República Checa | 7 – 0  | San Marino      |
| 7 de outubro de 2006   | Chipre          | 5 – 2  | Irlanda         |
|                        |                 |        |                 |
| 11 de outubro de 2006  | Irlanda         | 1 – 1  | República Checa |
| 11 de outubro de 2006  | Eslováquia      | 1 – 4  | Alemanha        |
| 11 de outubro de 2006  | País de Gales   | 3 – 1  | Chipre          |
|                        |                 |        |                 |
| 15 de novembro de 2006 | Chipre          | 1 – 1  | Alemanha        |
| 15 de novembro de 2006 | Irlanda         | 5 – 0  | San Marino      |
|                        |                 |        |                 |
| 7 de fevereiro de 2007 | San Marino      | 1 – 2  | Irlanda         |
|                        |                 |        |                 |
| 24 de março de 2007    | Irlanda         | 1 – 0  | País de Gales   |
| 24 de março de 2007    | Chipre          | 1 – 3  | Eslováquia      |
| 24 de março de 2007    | República Checa | 1 – 2  | Alemanha        |
|                        |                 |        |                 |
| 28 de março de 2007    | República Checa | 1 – 0  | Chipre          |
| 28 de março de 2007    | Irlanda         | 1 – 0  | Eslováquia      |
| 28 de março de 2007    | País de Gales   | 3 – 0  | San Marino      |
|                        |                 |        |                 |
| 2 de junho de 2006     | País de Gales   | 0 – 0  | República Checa |
| 2 de junho de 2006     | Alemanha        | 6 – 0  | San Marino      |
|                        |                 |        |                 |
| 6 de junho de 2007     | Alemanha        | 2 – 1  | Eslováquia      |
|                        |                 |        |                 |
| 22 de agosto de 2007   | San Marino      | 0 – 1  | Chipre          |
|                        |                 |        |                 |
| 8 de setembro de 2007  | San Marino      | 0 – 3  | República Checa |
| 8 de setembro de 2007  | País de Gales   | 0 – 2  | Alemanha        |
| 8 de setembro de 2007  | Eslováquia      | 2 – 2  | Irlanda         |
|                        |                 |        |                 |
| 12 de setembro de 2007 | República Checa | 1 – 0  | Irlanda         |
| 12 de setembro de 2007 | Eslováquia      | 2 – 5  | País de Gales   |
| 12 de setembro de 2007 | Chipre          | 3 – 0  | San Marino      |
|                        |                 |        |                 |
| 13 de outubro de 2007  | Irlanda         | 0 – 0  | Alemanha        |
| 13 de outubro de 2007  | Chipre          | 3 – 1  | País de Gales   |
| 13 de outubro de 2007  | Eslováquia      | 7 – 0  | San Marino      |
|                        |                 |        |                 |
| 17 de outubro de 2007  | Alemanha        | 0 – 3  | República Checa |
| 17 de outubro de 2007  | Irlanda         | 1 – 1  | Chipre          |
| 17 de outubro de 2007  | San Marino      | 1 – 2  | País de Gales   |
|                        |                 |        |                 |
| 17 de novembro de 2007 | República Checa | 3 – 1  | Eslováquia      |
| 17 de novembro de 2007 | Alemanha        | 4 – 0  | Chipre          |
| 17 de novembro de 2007 | País de Gales   | 2 – 2  | Irlanda         |
|                        |                 |        |                 |
| 21 de novembro de 2007 | Chipre          | 0 – 2  | República Checa |
| 21 de novembro de 2007 | Alemanha        | 0 – 0  | País de Gales   |
| 21 de novembro de 2007 | San Marino      | 0 – 5  | Eslováquia      |

### Grupo E
| Pos | Equipe     | Pts | J  | V | E | D  | GP | GC | SG  | Classificado  |  | CRO | RUS | ENG | ISR | MKD | EST | AND |
| --- | ---------- | --- | -- | - | - | -- | -- | -- | --- | ------------- |  | --- | --- | --- | --- | --- | --- | --- |
| 1   | Croácia    | 29  | 12 | 9 | 2 | 1  | 28 | 8  | +20 | Eurocopa 2008 |  | —   | 0–0 | 2–0 | 1–0 | 2–1 | 2–0 | 7–0 |
| 2   | Rússia     | 24  | 12 | 7 | 3 | 2  | 18 | 7  | +11 | Eurocopa 2008 |  | 0–0 | —   | 2–1 | 1–1 | 3–0 | 2–0 | 4–0 |
| 3   | Inglaterra | 23  | 12 | 7 | 2 | 3  | 24 | 7  | +17 | Eliminado     |  | 2–3 | 3–0 | —   | 3–0 | 0–0 | 3–0 | 5–0 |
| 4   | Israel     | 23  | 12 | 7 | 2 | 3  | 20 | 12 | +8  | Eliminado     |  | 3–4 | 2–1 | 0–0 | —   | 1–0 | 4–0 | 4–1 |
| 5   | Macedônia  | 14  | 12 | 4 | 2 | 6  | 12 | 12 | 0   | Eliminado     |  | 2–0 | 0–2 | 0–1 | 1–2 | —   | 1–1 | 3–0 |
| 6   | Estónia    | 7   | 12 | 2 | 1 | 9  | 5  | 21 | −16 | Eliminado     |  | 0–1 | 0–2 | 0–3 | 0–1 | 0–1 | —   | 2–1 |
| 7   | Andorra    | 0   | 12 | 0 | 0 | 12 | 2  | 42 | −40 | Eliminado     |  | 0–6 | 0–1 | 0–3 | 0–2 | 0–3 | 0–2 | —   |

1. 1 2  Pontos de confronto direto: Inglaterra 4, Israel 1.

#### Resultados
| Data                   | Equipe     | Placar | Equipe 2   |
| ---------------------- | ---------- | ------ | ---------- |
| 16 de agosto de 2006   | Estônia    | 0 – 1  | Macedônia  |
|                        |            |        |            |
| 2 de setembro de 2006  | Inglaterra | 5 – 0  | Andorra    |
| 2 de setembro de 2006  | Estônia    | 0 – 1  | Israel     |
|                        |            |        |            |
| 6 de setembro de 2006  | Rússia     | 0 – 0  | Croácia    |
| 6 de setembro de 2006  | Israel     | 4 – 1  | Andorra    |
| 6 de setembro de 2006  | Macedônia  | 0 – 1  | Inglaterra |
|                        |            |        |            |
| 7 de outubro de 2006   | Rússia     | 1 – 1  | Israel     |
| 7 de outubro de 2006   | Inglaterra | 0 – 0  | Macedônia  |
| 7 de outubro de 2006   | Croácia    | 7 – 0  | Andorra    |
|                        |            |        |            |
| 11 de outubro de 2006  | Andorra    | 0 – 3  | Macedônia  |
| 11 de outubro de 2006  | Rússia     | 2 – 0  | Estônia    |
| 11 de outubro de 2006  | Croácia    | 2 – 0  | Inglaterra |
|                        |            |        |            |
| 15 de novembro de 2006 | Macedônia  | 0 – 2  | Rússia     |
| 15 de novembro de 2006 | Israel     | 3 – 4  | Croácia    |
|                        |            |        |            |
| 24 de março de 2007    | Estônia    | 0 – 2  | Rússia     |
| 24 de março de 2007    | Israel     | 0 – 0  | Inglaterra |
| 24 de março de 2007    | Croácia    | 2 – 1  | Macedônia  |
|                        |            |        |            |
| 28 de março de 2007    | Israel     | 4 – 0  | Estônia    |
| 28 de março de 2007    | Andorra    | 0 – 3  | Inglaterra |
|                        |            |        |            |
| 2 de junho de 2007     | Estônia    | 0 – 1  | Croácia    |
| 2 de junho de 2007     | Rússia     | 4 – 0  | Andorra    |
| 2 de junho de 2007     | Macedônia  | 1 – 2  | Israel     |
|                        |            |        |            |
| 6 de junho de 2007     | Andorra    | 0 – 2  | Israel     |
| 6 de junho de 2007     | Croácia    | 0 – 0  | Rússia     |
| 6 de junho de 2007     | Estônia    | 0 – 3  | Inglaterra |
|                        |            |        |            |
| 22 de agosto de 2007   | Estônia    | 2 – 1  | Andorra    |
|                        |            |        |            |
| 8 de setembro de 2007  | Inglaterra | 3 – 0  | Israel     |
| 8 de setembro de 2007  | Rússia     | 3 – 0  | Macedônia  |
| 8 de setembro de 2007  | Croácia    | 2 – 0  | Estônia    |
|                        |            |        |            |
| 12 de setembro de 2007 | Inglaterra | 3 – 0  | Rússia     |
| 12 de setembro de 2007 | Andorra    | 0 – 6  | Croácia    |
| 12 de setembro de 2007 | Macedônia  | 1 – 1  | Estônia    |
|                        |            |        |            |
| 13 de outubro de 2007  | Inglaterra | 3 – 0  | Estônia    |
| 13 de outubro de 2007  | Croácia    | 1 – 0  | Israel     |
|                        |            |        |            |
| 17 de outubro de 2007  | Rússia     | 2 – 1  | Inglaterra |
| 17 de outubro de 2007  | Macedônia  | 3 – 0  | Andorra    |
|                        |            |        |            |
| 17 de novembro de 2007 | Macedônia  | 2 – 0  | Croácia    |
| 17 de novembro de 2007 | Israel     | 2 – 1  | Rússia     |
| 17 de novembro de 2007 | Andorra    | 0 – 2  | Estônia    |
|                        |            |        |            |
| 21 de novembro de 2007 | Inglaterra | 2 – 3  | Croácia    |
| 21 de novembro de 2007 | Israel     | 1 – 0  | Macedônia  |
| 21 de novembro de 2007 | Andorra    | 0 – 1  | Rússia     |

### Grupo F
| Pos | Equipe           | Pts | J  | V | E | D | GP | GC | SG  | Classificado  |  | ESP | SWE | NIR | DEN | LVA | ISL | LIE |
| --- | ---------------- | --- | -- | - | - | - | -- | -- | --- | ------------- |  | --- | --- | --- | --- | --- | --- | --- |
| 1   | Espanha          | 28  | 12 | 9 | 1 | 2 | 23 | 8  | +15 | Eurocopa 2008 |  | —   | 3–0 | 1–0 | 2–1 | 2–0 | 1–0 | 4–0 |
| 2   | Suécia           | 26  | 12 | 8 | 2 | 2 | 23 | 9  | +14 | Eurocopa 2008 |  | 2–0 | —   | 1–1 | 0–0 | 2–1 | 5–0 | 3–1 |
| 3   | Irlanda do Norte | 20  | 12 | 6 | 2 | 4 | 17 | 14 | +3  | Eliminado     |  | 3–2 | 2–1 | —   | 2–1 | 1–0 | 0–3 | 3–1 |
| 4   | Dinamarca        | 20  | 12 | 6 | 2 | 4 | 21 | 11 | +10 | Eliminado     |  | 1–3 | 0–3 | 0–0 | —   | 3–1 | 3–0 | 4–0 |
| 5   | Letónia          | 12  | 12 | 4 | 0 | 8 | 15 | 17 | −2  | Eliminado     |  | 0–2 | 0–1 | 1–0 | 0–2 | —   | 4–0 | 4–1 |
| 6   | Islândia         | 8   | 12 | 2 | 2 | 8 | 10 | 27 | −17 | Eliminado     |  | 1–1 | 1–2 | 2–1 | 0–2 | 2–4 | —   | 1–1 |
| 7   | Liechtenstein    | 7   | 12 | 2 | 1 | 9 | 9  | 32 | −23 | Eliminado     |  | 0–2 | 0–3 | 1–4 | 0–4 | 1–0 | 3–0 | —   |

1. 1 2  Pontos de confronto direto: Irlanda do Norte 4, Dinamarca 1.
2. ↑  The Jogo Dinamarca x Suécia foi abandonado aos 89 minutos em 3-3 após um ataque de torcedor ao árbitro.[3][4][5][6] A partida foi considerada uma vitória por desistência por 3 a 0 para a Suécia pela UEFA, após uma audiência em 8 de junho de 2007.[7][8][9]

#### Resultados
| Data                   | Equipe           | Placar | Equipe 2         |
| ---------------------- | ---------------- | ------ | ---------------- |
| 2 de setembro de 2006  | Irlanda do Norte | 0 – 3  | Islândia         |
| 2 de setembro de 2006  | Letônia          | 0 – 1  | Suécia           |
| 2 de setembro de 2006  | Espanha          | 4 – 0  | Liechtenstein    |
|                        |                  |        |                  |
| 6 de setembro de 2006  | Suécia           | 3 – 1  | Liechtenstein    |
| 6 de setembro de 2006  | Islândia         | 0 – 2  | Dinamarca        |
| 6 de setembro de 2006  | Irlanda do Norte | 3 – 2  | Espanha          |
|                        |                  |        |                  |
| 7 de outubro de 2006   | Dinamarca        | 0 – 0  | Irlanda do Norte |
| 7 de outubro de 2006   | Letônia          | 4 – 0  | Islândia         |
| 7 de outubro de 2006   | Suécia           | 2 – 0  | Espanha          |
|                        |                  |        |                  |
| 11 de outubro de 2006  | Islândia         | 1 – 2  | Suécia           |
| 11 de outubro de 2006  | Liechtenstein    | 0 – 4  | Dinamarca        |
| 11 de outubro de 2006  | Irlanda do Norte | 1 – 0  | Letônia          |
|                        |                  |        |                  |
| 24 de março de 2007    | Liechtenstein    | 1 – 4  | Irlanda do Norte |
| 24 de março de 2007    | Espanha          | 2 – 1  | Dinamarca        |
|                        |                  |        |                  |
| 28 de março de 2007    | Liechtenstein    | 1 – 0  | Letônia          |
| 28 de março de 2007    | Irlanda do Norte | 2 – 1  | Suécia           |
| 28 de março de 2007    | Espanha          | 1 – 0  | Islândia         |
|                        |                  |        |                  |
| 2 de junho de 2007     | Islândia         | 1 – 1  | Liechtenstein    |
| 2 de junho de 2007     | Dinamarca        | 0 – 3  | Suécia           |
| 2 de junho de 2007     | Letônia          | 0 – 2  | Espanha          |
|                        |                  |        |                  |
| 6 de junho de 2007     | Suécia           | 5 – 0  | Islândia         |
| 6 de junho de 2007     | Liechtenstein    | 0 – 2  | Espanha          |
| 6 de junho de 2007     | Letônia          | 0 – 2  | Dinamarca        |
|                        |                  |        |                  |
| 22 de agosto de 2007   | Irlanda do Norte | 3 – 1  | Liechtenstein    |
|                        |                  |        |                  |
| 8 de setembro de 2007  | Suécia           | 0 – 0  | Dinamarca        |
| 8 de setembro de 2007  | Letônia          | 1 – 0  | Irlanda do Norte |
| 8 de setembro de 2007  | Islândia         | 1 – 1  | Espanha          |
|                        |                  |        |                  |
| 12 de setembro de 2007 | Islândia         | 2 – 1  | Irlanda do Norte |
| 12 de setembro de 2007 | Espanha          | 2 – 0  | Letônia          |
| 12 de setembro de 2007 | Dinamarca        | 4 – 0  | Liechtenstein    |
|                        |                  |        |                  |
| 13 de outubro de 2007  | Dinamarca        | 1 – 3  | Espanha          |
| 13 de outubro de 2007  | Liechtenstein    | 0 – 3  | Suécia           |
| 13 de outubro de 2007  | Islândia         | 2 – 4  | Letônia          |
|                        |                  |        |                  |
| 17 de outubro de 2007  | Suécia           | 1 – 1  | Irlanda do Norte |
| 17 de outubro de 2007  | Liechtenstein    | 3 – 0  | Islândia         |
| 17 de outubro de 2007  | Dinamarca        | 3 – 1  | Letônia          |
|                        |                  |        |                  |
| 17 de novembro de 2007 | Espanha          | 3 – 0  | Suécia           |
| 17 de novembro de 2007 | Irlanda do Norte | 2 – 1  | Dinamarca        |
| 17 de novembro de 2007 | Letônia          | 4 – 1  | Liechtenstein    |
|                        |                  |        |                  |
| 21 de novembro de 2007 | Espanha          | 1 – 0  | Irlanda do Norte |
| 21 de novembro de 2007 | Dinamarca        | 3 – 0  | Islândia         |
| 21 de novembro de 2007 | Suécia           | 2 – 1  | Letônia          |

### Grupo G
| Pos | Equipe        | Pts | J  | V | E | D  | GP | GC | SG  | Classificado  |  | ROU | NED | BUL | BLR | ALB | SVN | LUX |
| --- | ------------- | --- | -- | - | - | -- | -- | -- | --- | ------------- |  | --- | --- | --- | --- | --- | --- | --- |
| 1   | Romênia       | 29  | 12 | 9 | 2 | 1  | 26 | 7  | +19 | Eurocopa 2008 |  | —   | 1–0 | 2–2 | 3–1 | 6–1 | 2–0 | 3–0 |
| 2   | Países Baixos | 26  | 12 | 8 | 2 | 2  | 15 | 5  | +10 | Eurocopa 2008 |  | 0–0 | —   | 2–0 | 3–0 | 2–1 | 2–0 | 1–0 |
| 3   | Bulgária      | 25  | 12 | 7 | 4 | 1  | 18 | 7  | +11 | Eliminado     |  | 1–0 | 1–1 | —   | 2–1 | 0–0 | 3–0 | 3–0 |
| 4   | Bielorrússia  | 13  | 12 | 4 | 1 | 7  | 17 | 23 | −6  | Eliminado     |  | 1–3 | 2–1 | 0–2 | —   | 2–2 | 4–2 | 0–1 |
| 5   | Albânia       | 11  | 12 | 2 | 5 | 5  | 12 | 18 | −6  | Eliminado     |  | 0–2 | 0–1 | 1–1 | 2–4 | —   | 0–0 | 2–0 |
| 6   | Eslovênia     | 11  | 12 | 3 | 2 | 7  | 9  | 16 | −7  | Eliminado     |  | 1–2 | 0–1 | 0–2 | 1–0 | 0–0 | —   | 2–0 |
| 7   | Luxemburgo    | 3   | 12 | 1 | 0 | 11 | 2  | 23 | −21 | Eliminado     |  | 0–2 | 0–1 | 0–1 | 1–2 | 0–3 | 0–3 | —   |

1. 1 2  Empatado nos resultados do confronto direto. O saldo geral de gols foi usado como critério de desempate.

#### Resultados
| Data                   | Equipe        | Placar | Equipe 2      |
| ---------------------- | ------------- | ------ | ------------- |
| 2 de setembro de 2006  | Bielo-Rússia  | 2 – 2  | Albânia       |
| 2 de setembro de 2006  | Romênia       | 2 – 2  | Bulgária      |
| 2 de setembro de 2006  | Luxemburgo    | 0 – 1  | Países Baixos |
|                        |               |        |               |
| 6 de setembro de 2006  | Bulgária      | 3 – 0  | Eslovênia     |
| 6 de setembro de 2006  | Albânia       | 0 – 2  | Romênia       |
| 6 de setembro de 2006  | Países Baixos | 3 – 0  | Bielo-Rússia  |
|                        |               |        |               |
| 7 de outubro de 2006   | Romênia       | 3 – 1  | Bielo-Rússia  |
| 7 de outubro de 2006   | Bulgária      | 1 – 1  | Países Baixos |
| 7 de outubro de 2006   | Eslovênia     | 2 – 0  | Luxemburgo    |
|                        |               |        |               |
| 11 de outubro de 2006  | Bielo-Rússia  | 4 – 2  | Eslovênia     |
| 11 de outubro de 2006  | Luxemburgo    | 0 – 1  | Bulgária      |
| 11 de outubro de 2006  | Países Baixos | 2 – 1  | Albânia       |
|                        |               |        |               |
| 24 de março de 2007    | Luxemburgo    | 1 – 2  | Bielo-Rússia  |
| 24 de março de 2007    | Albânia       | 0 – 0  | Eslovênia     |
| 24 de março de 2007    | Países Baixos | 0 – 0  | Romênia       |
|                        |               |        |               |
| 28 de março de 2007    | Bulgária      | 0 – 0  | Albânia       |
| 28 de março de 2007    | Romênia       | 3 – 0  | Luxemburgo    |
| 28 de março de 2007    | Eslovênia     | 0 – 1  | Países Baixos |
|                        |               |        |               |
| 2 de junho de 2007     | Albânia       | 2 – 0  | Luxemburgo    |
| 2 de junho de 2007     | Eslovênia     | 1 – 2  | Romênia       |
| 2 de junho de 2007     | Bielo-Rússia  | 0 – 2  | Bulgária      |
|                        |               |        |               |
| 6 de junho de 2007     | Bulgária      | 2 – 1  | Bielo-Rússia  |
| 6 de junho de 2007     | Luxemburgo    | 0 – 3  | Albânia       |
| 6 de junho de 2007     | Romênia       | 2 – 0  | Eslovênia     |
|                        |               |        |               |
| 8 de setembro de 2007  | Bielo-Rússia  | 1 – 3  | Romênia       |
| 8 de setembro de 2007  | Países Baixos | 2 – 0  | Bulgária      |
| 8 de setembro de 2007  | Luxemburgo    | 0 – 3  | Eslovênia     |
|                        |               |        |               |
| 12 de setembro de 2007 | Eslovênia     | 1 – 0  | Bielo-Rússia  |
| 12 de setembro de 2007 | Bulgária      | 3 – 0  | Luxemburgo    |
| 12 de setembro de 2007 | Albânia       | 0 – 1  | Países Baixos |
|                        |               |        |               |
| 13 de outubro de 2007  | Romênia       | 1 – 0  | Países Baixos |
| 13 de outubro de 2007  | Bielo-Rússia  | 0 – 1  | Luxemburgo    |
| 13 de outubro de 2007  | Eslovênia     | 0 – 0  | Albânia       |
|                        |               |        |               |
| 17 de outubro de 2007  | Luxemburgo    | 0 – 2  | Romênia       |
| 17 de outubro de 2007  | Países Baixos | 2 – 0  | Eslovênia     |
| 17 de outubro de 2007  | Albânia       | 1 – 1  | Bulgária      |
|                        |               |        |               |
| 17 de novembro de 2007 | Bulgária      | 1 – 0  | Romênia       |
| 17 de novembro de 2007 | Países Baixos | 1 – 0  | Luxemburgo    |
| 17 de novembro de 2007 | Albânia       | 2 – 4  | Bielo-Rússia  |
|                        |               |        |               |
| 21 de novembro de 2007 | Romênia       | 6 – 1  | Albânia       |
| 21 de novembro de 2007 | Bielo-Rússia  | 2 – 1  | Países Baixos |
| 21 de novembro de 2007 | Eslovênia     | 0 – 2  | Bulgária      |

## Artilheiros
| Jogador            | Gols | País             |
| ------------------ | ---- | ---------------- |
| David Healy        | 13   | Irlanda do Norte |
| Eduardo da Silva   | 10   | Croácia          |
| Euzebiusz Smolarek | 9    | Polónia          |
| Lukas Podolski     | 8    | Alemanha         |
| Jon Dahl Tomasson  | 8    | Dinamarca        |
| Cristiano Ronaldo  | 8    | Portugal         |
| Mladen Petrić      | 7    | Croácia          |
| David Villa        | 7    | Espanha          |
| Steffen Iversen    | 7    | Noruega          |
| Nikola Žigić       | 7    | Sérvia           |
| Dimitar Berbatov   | 6    | Bulgária         |
| Martin Petrov      | 6    | Bulgária         |
| Marek Mintál       | 6    | Eslováquia       |
| Thierry Henry      | 6    | França           |
| Roberto Colautti   | 6    | Israel           |
| Jan Koller         | 6    | Tchéquia         |
| Adrian Mutu        | 6    | Romênia          |
| Marcus Allbäck     | 6    | Suécia           |
| Edmond Kapllani    | 5    | Albânia          |
| Miroslav Klose     | 5    | Alemanha         |
| Dmitriy Byakov     | 5    | Cazaquistão      |
| Ioannis Okkas      | 5    | Chipre           |
| Shota Arveladze    | 5    | Geórgia          |
| Theofanis Gekas    | 5    | Grécia           |
| Peter Crouch       | 5    | Inglaterra       |
| Luca Toni          | 5    | Itália           |
| Māris Verpakovskis | 5    | Letónia          |
| Ciprian Marica     | 5    | Romênia          |
| Alexander Kerjakov | 5    | Rússia           |
| Hakan Şükür        | 5    | Turquia          |
| Andriy Shevchenko  | 5    | Ucrânia          |

### Gols contra
| Jogador             | País             | Seleção oponente         |
| ------------------- | ---------------- | ------------------------ |
| Arian Beqaj         | Albânia          | Países Baixos            |
| Christoph Metzelder | Alemanha         | Eslováquia               |
| Radostin Kishishev  | Bulgária         | Albânia                  |
| Sergei Ostapenko    | Cazaquistão      | Sérvia                   |
| Ján Ďurica (2 gols) | Eslováquia       | Alemanha / País de Gales |
| Taavi Rähn          | Estónia          | Inglaterra               |
| Malkhaz Asatiani    | Geórgia          | França                   |
| Vilmos Vanczák      | Hungria          | Grécia                   |
| Fróði Benjaminsen   | Ilhas Faroé      | Itália                   |
| Gary Neville        | Inglaterra       | Croácia                  |
| Chris Baird         | Irlanda do Norte | Letónia                  |
| Keith Gillespie     | Irlanda do Norte | Islândia                 |
| Dzintars Zirnis     | Letónia          | Liechtenstein            |
| Martin Jiránek      | Tchéquia         | País de Gales            |
| Michal Kadlec       | Tchéquia         | Eslováquia               |

## Nações Classificadas
| País          | Classificação          |
| ------------- | ---------------------- |
| Áustria       | País anfitrião         |
| Suíça         | País anfitrião         |
| Polónia       | 1º colocado do grupo A |
| Portugal      | 2º colocado do grupo A |
| Itália        | 1º colocado do grupo B |
| França        | 2º colocado do grupo B |
| Grécia        | 1º colocado do grupo C |
| Turquia       | 2º colocado do grupo C |
| Tchéquia      | 1º colocado do grupo D |
| Alemanha      | 2º colocado do grupo D |
| Croácia       | 1º colocado do grupo E |
| Rússia        | 2º colocado do grupo E |
| Espanha       | 1º colocado do grupo F |
| Suécia        | 2º colocado do grupo F |
| Romênia       | 1º colocado do grupo G |
| Países Baixos | 2º colocado do grupo G |

## Suspensão da Grécia
No dia 3 de julho de 2006, a Grécia foi suspensa por tempo indefinido de todas as competições internacionais, o que poderia significar a exclusão da mesma nesta competição. Porém, no dia 12 de julho de 2006 a FIFA cancelou a suspensão.